# Palec vode
Palec vode je enota za tlak, ki ni del sistema SI. Podan je tudi kot višina vodnega stolpca v palcih (s kratico iwg, 'inch of water gauge' ali in.wg) in je tako znan tudi kot vodni stolpec v palcih (inch wc, in. WC, " wc itd. ali samo wc ali WC), inAq, Aq ali inH2O. Enota se običajno uporablja za merjenje razlik v tlaku, kot so tlačne razlike pri odprtinah, cevovodu, jašku ali pred in za kompresorjem v ventilatorski enoti.
Opredeljen je kot tlak vodnega stolpca z višino 1 palca pri  temperaturi 4 °C, kjer ima čista voda največjo gostoto (1000 kg/m3). Pri tej temperaturi in ob predpostavki standardnega gravitacijskega pospeška tako 1 inAq znaša 249,082 paskala.
Alternativna standardna pogoja sta 60 °F (15,6 °C) ali 68 °F (20 °C), vendar sta tadva redka in odvisna od industrijskih in ne mednarodnih standardov.
Alternativni način za določitev tlaka kot višine vodnega stolpca v običajnih enotah Združenih držav je čevelj vode.
V Severni Ameriki se zrak in drugi industrijski plini pri nizkem tlaku pogosto merijo v palcih vode. To je v nasprotju s palci živega srebra ali funti na kvadratni palec (psi, lbf/in2) za višje tlake. Ena izmed uporab je pri merjenju dovedenega zraku v orglah. Enota se uporablja tudi pri distribuciji zemeljskega plina pri merjenju tlaka pri končnem porabniku, ki običajno znaša med 6 in 7 palcev WC (6~7″ WC) ali približno 0,25 lbf/in2.